# Sjömannaföreningen
Sjömannaföreningen är en organisation för svenska sjökaptener grundat 1863 med säte i Sjöfartshuset i Stockholm. Bland tidigare ordföranden finns sjökaptenen och assuransdirektören Bertil Lilljeforss.

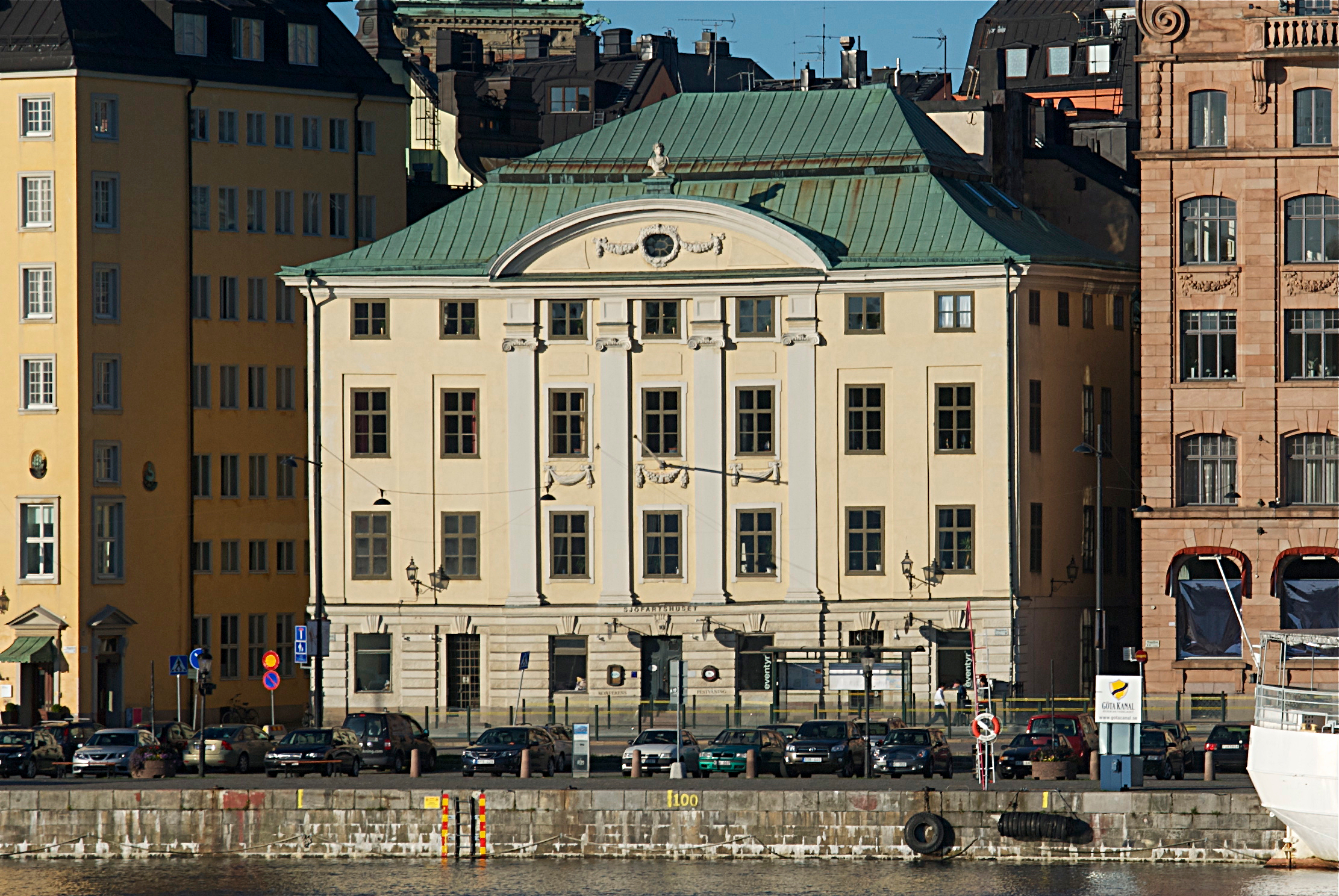
Sjöfartshuset på Skeppsbron i Stockholm där Sjömannaföreningen har sina lokaler.

## Syfte
Sjömannaföreningen har till syfte att dela ut pensioner och ekonomiskt stöd till deras medlemmar och deras änkor, bistå vid begravningar samt hjälpa till vid försvinnanden. Medlemmarna betalar en avgift som varierar i storlek beroende på hur mycket i ersättning man kan få.

## Kriterier för medlemskap
För att bli medlem i föreningen krävs att personen är: svensk medborgare, under 40 år gammal, i god hälsa samt avlagt nordisk sjökaptensexamen,  vid ansökningstillfället folkbokförd i något av följande län: Västmanlands län, Södermanlands län, Uppsala län samt Stockholms län.